# Eucalyptus apiculata
Eucalyptus apiculata är en myrtenväxtart som beskrevs av Ralph Baker och H.G. Smith. Eucalyptus apiculata ingår i släktet Eucalyptus och familjen myrtenväxter. Inga underarter finns listade i Catalogue of Life.